# 베키오 다리
베키오 다리(이탈리아어: Ponte Vecchio)는 이탈리아 피렌체에 있는 중세에 만들어진 다리이다. Ponte Vecchio는 이탈리아어로 오래된 다리를 의미한다. 아르노강을 가로 지르는 베키오 다리는 우피치 미술관과 피티 궁전을 연결한다. 다리 위에 가게로 쓰이는 건물이 만들어져 있는 곳으로 유명하며, 원래 푸줏간 가게가 처음 들어섰으나, 지금은 보석상, 미술품 거래상과 선물 판매소가 들어서 있다.
피렌체에 있는 다리 중 제2차 세계 대전 동안 유일하게 파괴되지 않았다.

## 갤러리

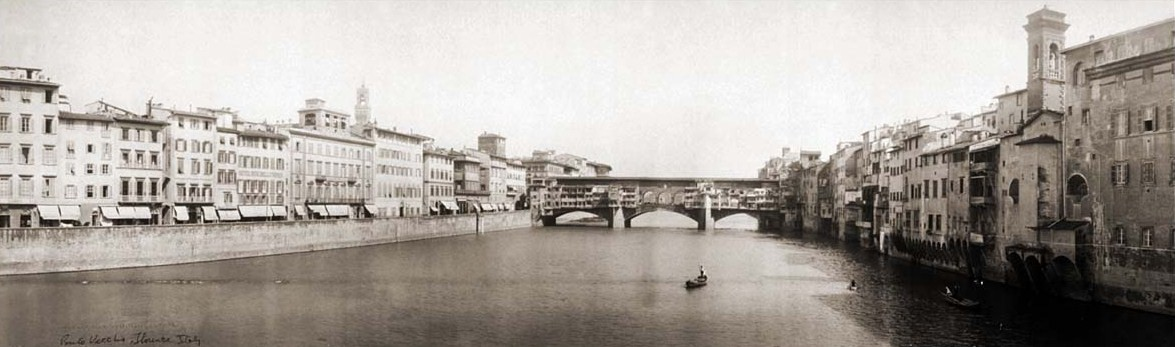
1909년경 모습
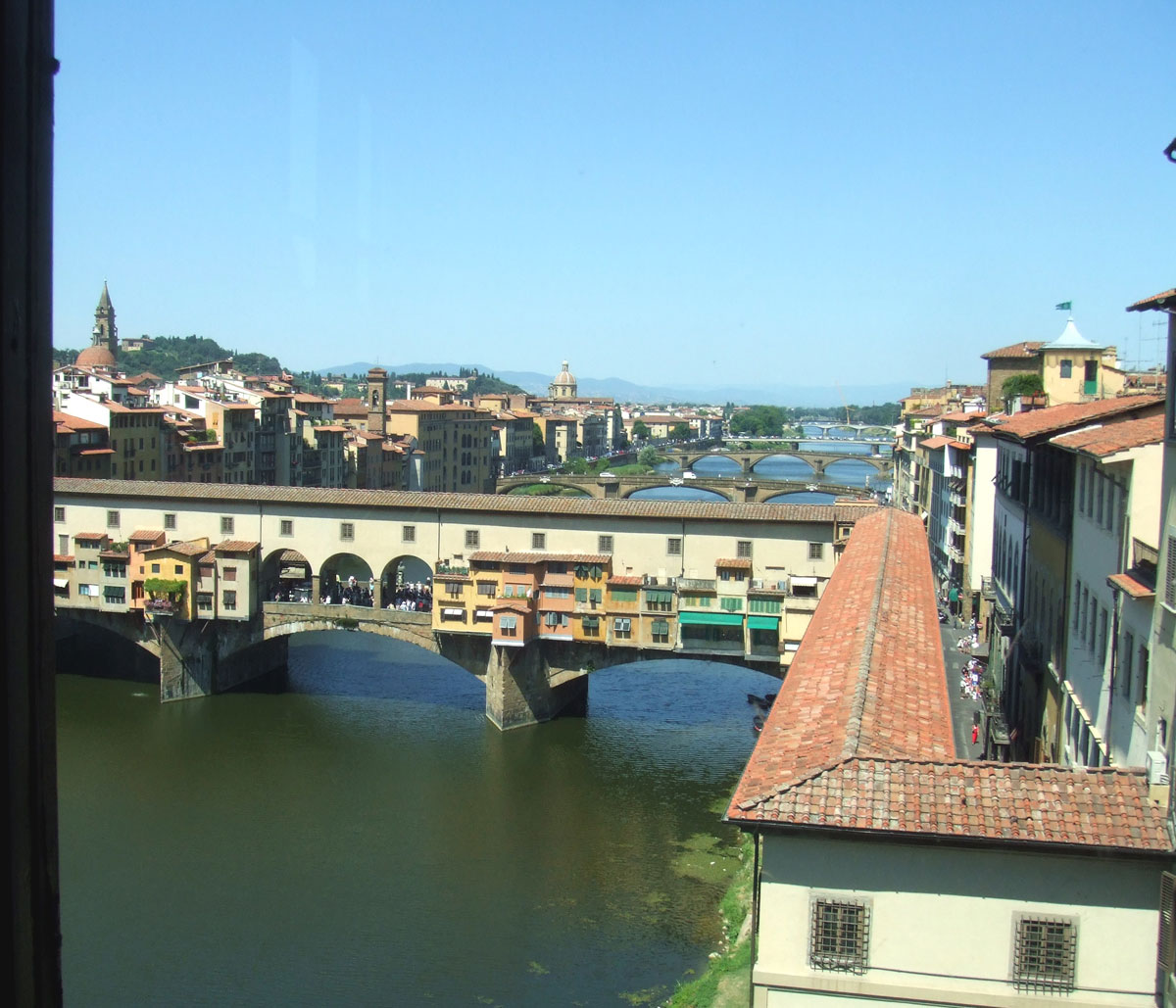
우피치 미술관에서 바라본 모습
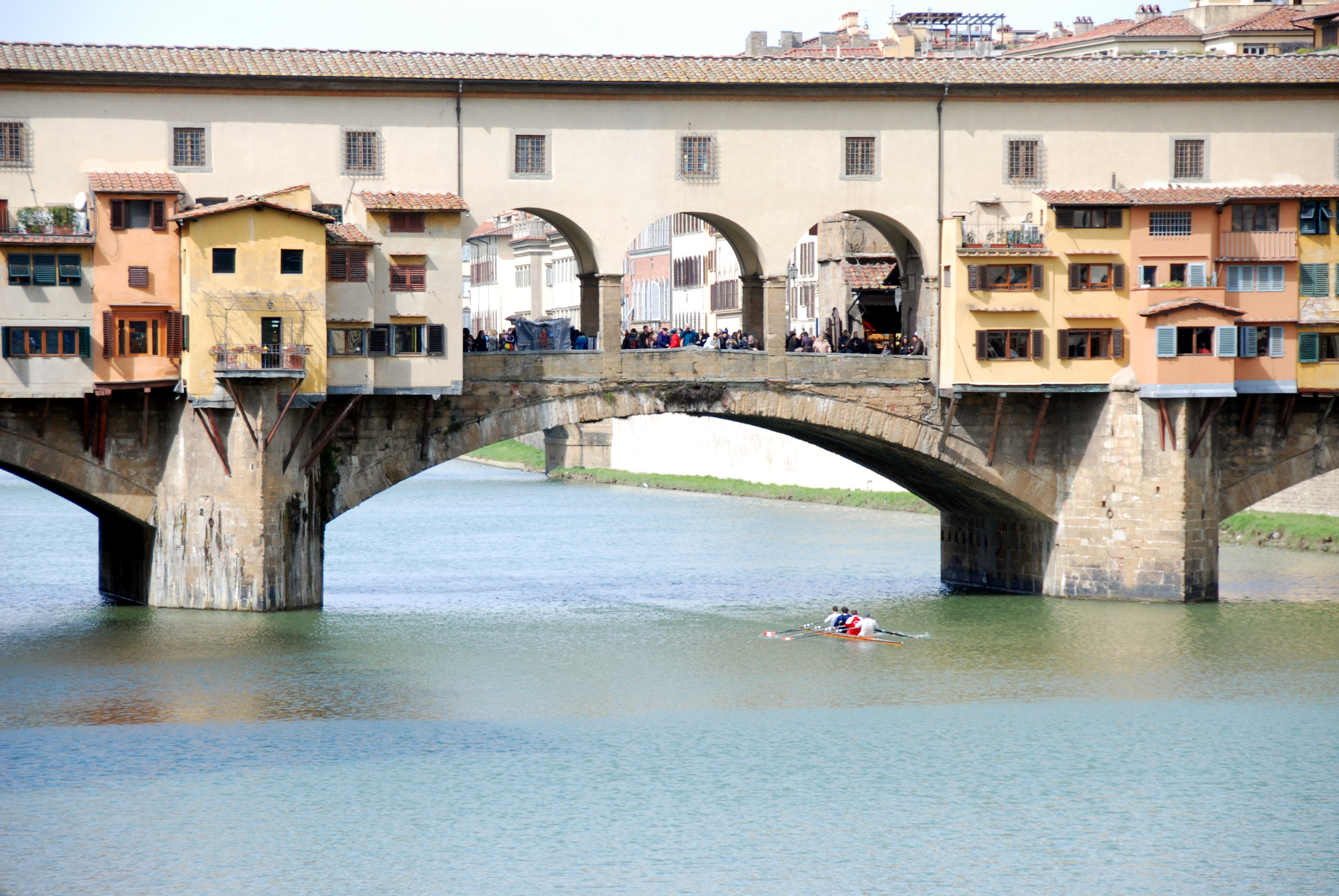
2009년 네 명이 스컬을 저어 다리 아래를 지나는 모습
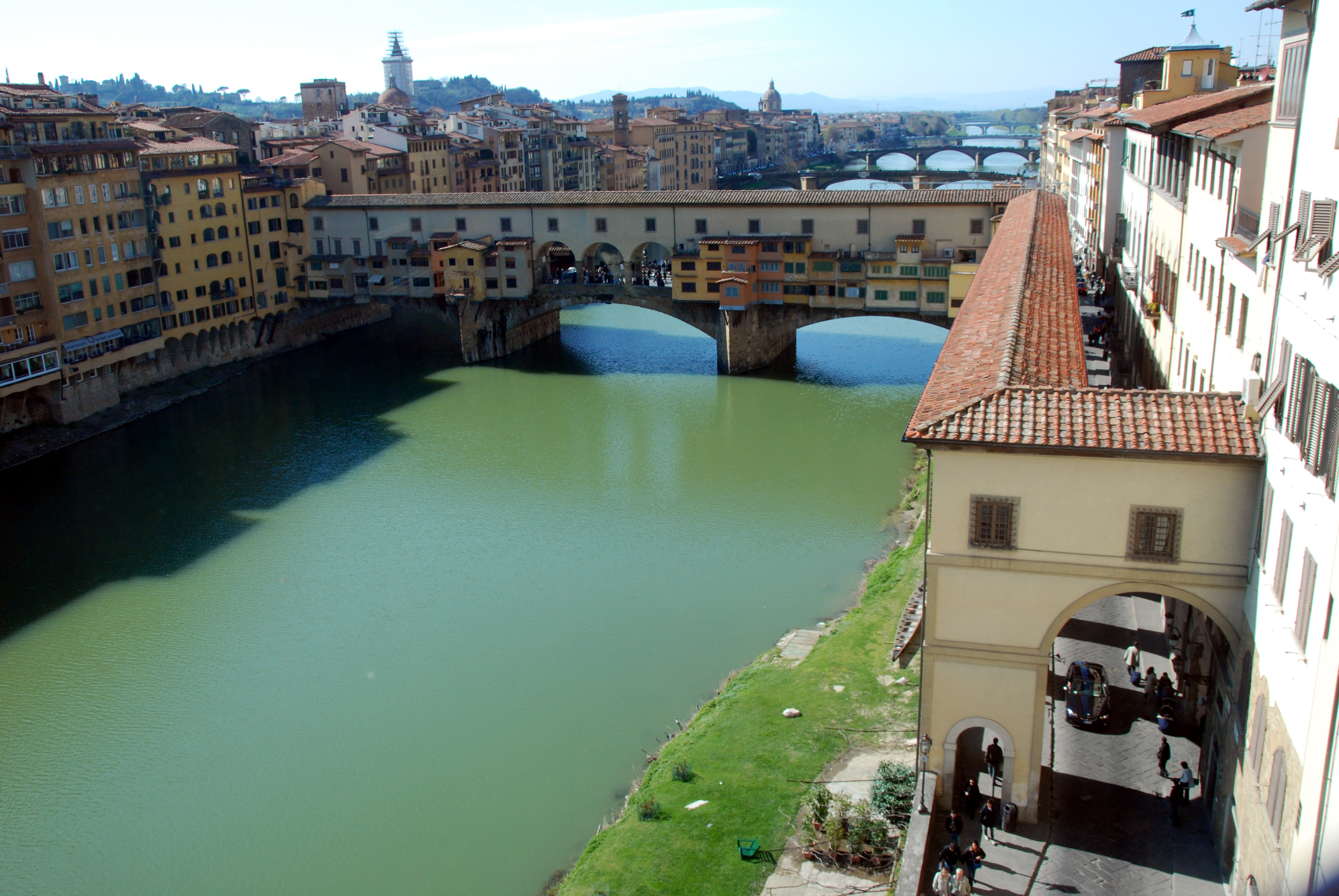
베키오 다리와 우피치 미술관의 바사리 복도
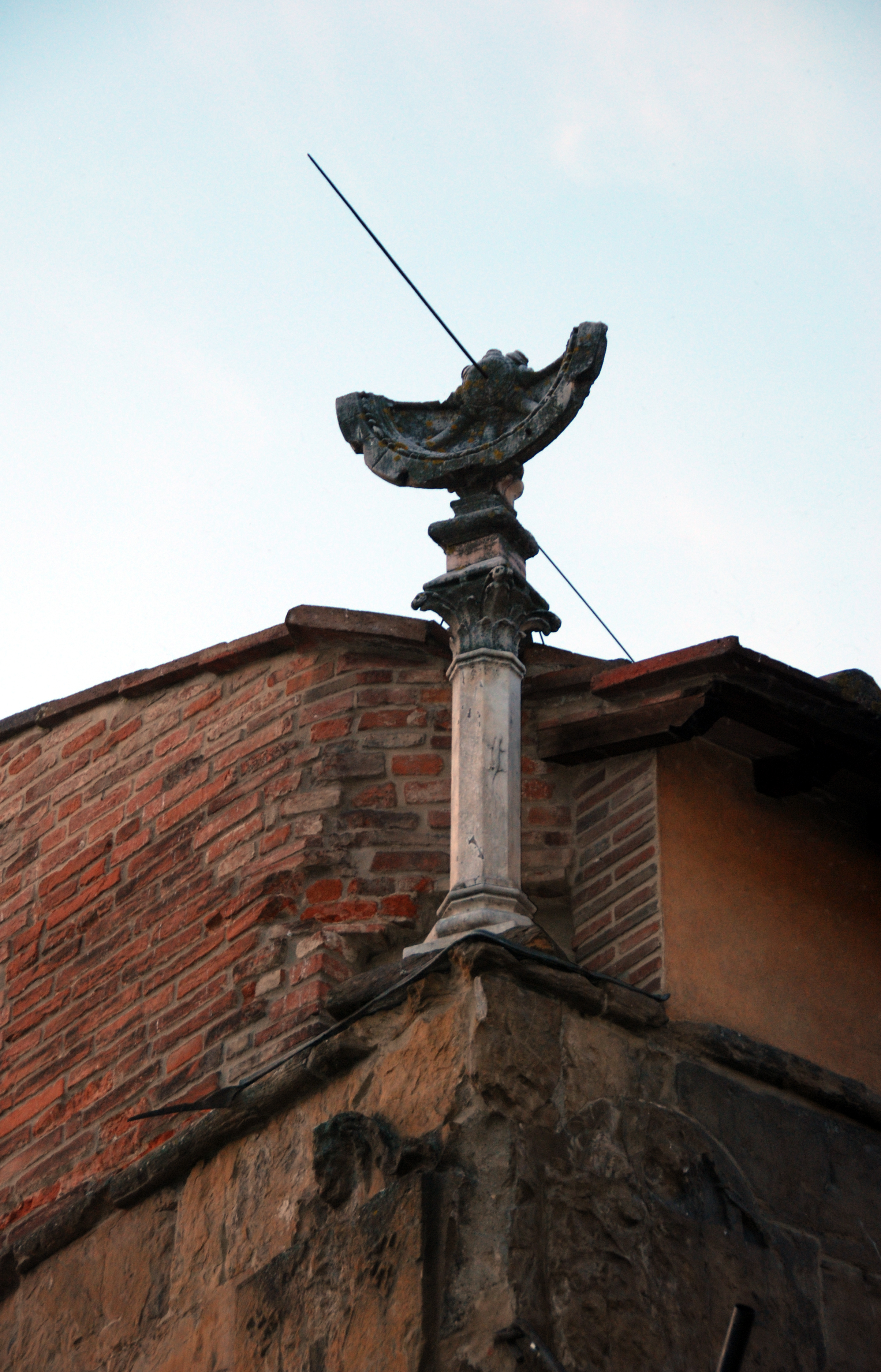
14세기 바키오 다리의 해시계

## 같이 보기
- 풀트니 교
- 리알토 다리